# Salvatnet
Salvatnet – jezioro w Norwegii, leżące w okręgu Nord-Trøndelag (gminy Fosnes i Nærøy). Drugie najgłębsze jezioro Europy i Norwegii (464 m lub 482 m według innych źródeł) po Hornindalsvatnet (512 m). Według różnych danych 17. lub 21. najgłębsze jezioro świata. Leży bardzo blisko brzegu morza - lustro wody znajduje się na poziomie zaledwie 9 m n.p.m., lecz dno w najgłębszym punkcie sięga 455 m p.p.m.
Jest to typowe jezioro meromiksyjne, w którym tylko część wody ulega przemieszaniu, co powoduje, że - zwłaszcza w głębszych warstwach - zawartość tlenu jest bardzo mała. Dolne części są bardzo słone (kiedyś była to część morza, a gęstość wody jest tam większa niż pod powierzchnią. Inne jeziora tego typu (dawne części morza) w pobliżu to: Kilevann, Tronstadvatn, Birkelandsvatn, Botnvatn, Rørhopvatn i Rørholtfjorden.